# Кай Грін
Кай Грін (англ. Kai Greene; нар. 12 липня 1975, Бруклін, Нью-Йорк, США) — професійний культурист.

## Біографія

### Ранні роки
Кай Грін народився 12 липня 1975 року в Брукліні, Нью-Йорк. У дитинстві через обставини в сім'ї його віддали під опіку держави. Через часті переїзди його прийомні батьки постійно змінювалися. Аби позбутися гнітючої обстановки, Кай почав займатися бодібілдингом.
У школі помітили його гарну статуру, і викладачі вирішили відправити Кая на змагання.
|  | Знаючи, що я міг би перевершити моїх однолітків і блиснути красивою фігурою, я з головою поринув у бодібілдинг і скоро вийшов за звичні рамки та стандарти спортсменів мого віку. |

### Кар'єра культуриста
У 1997 році Кай спробував отримати професійний статус у Міжнародній Федерації Бодібілдерів (англ. International Federaion of Bodybuilders, IFBB). Він з'ясував, що йому необхідно пройти підготовку через аматорську організацію «NPC» (англ. National Physique Committee). Кай вирішив отримати професійний статус через Любительську Першість Світу (англ. Amateur World Championship). У 1999 році Кай Грін був запрошений на чемпіонат світу в Братиславі, Словаччина. Посівши четверте місце на чемпіонаті, Кай зробив перерву у своїй кар'єрі на чотири роки.
У 2004 році Кай Грін заявив, що він повертається в бодібілдинг.
Через дейякий час він поїхав до Нью-Йорка на змагання в центр Tribeca Performing Arts. У серпні того ж року за одноголосним рішенням суддів атлет став учасником першості у важкій вазі і отримав професійний статус.
| Гікод | Семпіонаторевнования | Місце |
| ----- | -------------------- | ----- |
| 2014  | Містер Олімпія       | 2     |
| 2013  | Містер Олімпія       | 2     |
| 2012  | Містер Олімпія       | 2     |
| 2011  | Містер Олімпія       | 3     |
| 2010  | Арнольд Классик      | 1     |
| 2009  | Містер Олімпія       | 4     |
| 2009  | Арнольд Классік      | 1     |
| 2009  | Гран Прі Австралія   | 1     |
| 2008  | Нью-Йорк Про         | 1     |
| 2008  | Арнольд Классік      | 3     |
| 2007  | Колорадо Про         | 1     |
| 2007  | Кейстоун Про         | 3     |
| 2007  | Нью-Йорк Про         | 6     |
| 2006  | Нью-Йорк Про         | 18    |
| 2006  | Колорадо Про         | 14    |
| 2005  | Нью-Йорк Про         | 14    |